# Bačka
Bačka (srbsko cirilsko Бачка, izgovorjava [bâːtʃkaː]; madžarsko Bácska, izgovorjava [ˈbaːtʃkɒ]; hrvaško Bačka; slovaško Báčka; nemško Batschka; turško Baçka), je zemljepisna in zgodovinska pokrajina Srednje Evrope v Panonski nižini; zahodno in južno jo omejuje reka Donava, vzhodno pa reka Tisa, preko katere je pokrajina Banat; delita si jo Srbija in Madžarska. Večinoma pripada Avtonomni pokrajini Vojvodini s prestolnico Novim Sadom, ki leži na njenem južnem robu na meji s Sremom. Njen manjši severni del se nahaja v madžarski Bačko-kiškunski županiji.
Upravno je srbska Bačka razdeljena med Južnobački upravni okraj, Severnobački upravni okraj, Zahodnobački upravni okraj in na severovzhodu delno Severnobanatski upravni okraj.

## Ime
Po mnenju srbskih zgodovinarjev nosi Bačka značilno slovansko imensko obliko, ki je nastala iz "Bač" (ime zgodovinskega mesta v Bački) in pripone "ka" (ki označuje "ozemlje, ki pripada Baču").
Ime mesta »Bač« (madžarsko Bács) je nejasnega izvora; njegov obstoj je bil v srednjem veku zabeležen pri Vlahih, Slovanih in Madžarih. Izvor imena bi lahko bil indoevropskega,slovanskega, ali staroturškega izvora.
Po mnenju madžarskih zgodovinarjev je bil poimenovalec pokrajine morda prvi sodni izvršitelj gradu Bača; dobljeno ime pa naj bi izviralo iz staroturškega častnega naziva »baya«.
V 17. in 18. stoletju so zaradi velikega števila Srbov, ki so živeli v Bački, to pokrajino imenovali »Ráczország« (madžarsko  ime za »Srbsko državo«). 
Sama beseda in tudi pogost priimek v Vojvodini "Rácz" oziroma "Rác" v pomenu "Srb" izhaja iz starodavnega zgodovinskega naziva "Raška" za "Deželo Srbov" in ima danes zaničljiv prizvok. 
Včasih Madžari uporabljajo ime »Délvidék« (»Južna ali Spodnja dežela«) za širši nenatančno opredeljen geografski prostor, ki je po gledanju 19. stoletja obsegal tudi Bačko vključno z Banatom (ali pa samo zanj); po drugih madžarskih virih je bila namreč Bačka bolj obravnavana kot del Alfölda.

## Zgodovina

### Bačka je menjavala gospodarje
Skozi zgodovino je bila Bačka del province ’’Dacije’’ v Rimskem cesarstvu, kraljestva Jazigov, Hunskega cesarstva, Gepidskega kraljestva, Avarskega kanata, Bolgarskega cesarstva, Velikomoravske, Kraljevine Ogrske, samozvanega Nenadovega „cesarstva“, Osmanskega cesarstva, Habsburške monarhije, Avstrijskega cesarstva, Avstro-Ogrske, Kraljevine Srbije, Države Slovencev, Hrvatov in Srbov, Kraljevine Jugoslavije, SFR Jugoslavije, Srbije in Črne gore, a od leta 2006 Republike Srbije. Manjši severni del dežele je kratkotrajno 1921 pripadal srbsko-madžarski „Republiki Baranja-Baja“.
Na prelomu prvega tisočletja, v času srednjeveškega Ogrskega kraljestva pod vlado svetega Štefana, sta se v deželi oblikovali dve grofiji (comitatus): Okrožje Bač na jugu z mestom Bač kot upravnim središčem in Okrožje Bodrog na zahodnem in osrednjem ozemlju z zgodovinskim mestom Bodrogvár kot glavnim mestom (v bližini današnje vasi Bački Monoštor). Okrožji sta se pozneje združili v "zgodovinsko županijo Bač-Bodrog". 1085 je kralj Ladislav postavil Bač za sedež nadškofije Kaloča-Bač. Prvi nadškof Fabijan (1085–1103) je pomagal kralju pri pohodu proti Hrvaški in za to prejel častni naslov.

### Srednji vek
1169 so kanoniki iz reda Vitezov Božjega groba zgradil majhno cerkev v Baču v romanskem slogu. Uporabili so nekaj gradbenega materiala iz prejšnjih starejših zgradb. Kaloški nadškof Csák je v začetku 13. stoletja v Baču ustanovil bolnišnico kot prvo tovrstno ustanovo v tem delu Evrope. Papež Gregor IX. je 1234 o "baški bolnišnici" pisal kot o karitativni ustanovi odprti za bolne in uboge. Na začetku 14. stoletja je mesto Bač cvetelo med vladavino kralja Karla I., ki je 1338 na mestu prejšnjega gradu začel graditi novo, sodobno trdnjavo Bač, ki je nato postala najpomembnejša madžarska obrambna točka pred vdiranjem osmanskih sil. 1300 so prevzeli cerkev v Baču frančiškani, jo sčasoma razširili in ustanovili samostan. Danes je to najstarejša cerkvena zgradba v sodobni Vojvodini.

### Novi vek - novi boji

#### Bitka pri Mohaču
Leta 1526 je številnejša in bolje oskrbovana turška vojska v Mohaški bitki „ametice“ porazila krščansko  vojsko; v nepojasnjenih okoliščinah je izgubil življenje tudi komaj dvajsetletni kralj Ludvik II.. Po zmagi se je osmanska vojska umikala skozi sotočje Donave in Tise; v utrdbah je puščala le manjše posadke, gredoč pa je v treh tednih pobila približno 400.000 mož, požgala skoraj vsa naselja in opustošila celotno pokrajino. V tej zmešnjavi je od 1526 to 1527 zavladal na tem območju samooklicani „cesar“ Nenad, ki si je za prestolnico izvolil Subotico. Ko je bil poražen in ubit, je prišla Bačka za nekaj časa zopet pod ogrsko upravo; kmalu pa je „de facto“ postala del Otomanskega cesarstva

#### Segedinski sandžak
V 16. in 17. stoletju se je večina ogrskega prebivalstva umaknila drugam; prej razmeroma gosto poseljena in cvetoča okrožja so postala opustošena, zapuščena ter izpraznjena. Priseljevati so se začeli Vlahi, Srbi in drugi Slovani z Balkana pod otomansko oblastjo; dobivali so nekatere ugodnosti, vendar so morali služiti kot vojaki. Mesta so dobivala muslimanski videz; po deželi pa se je krščanstvo ohranjalo. Bačka je spadala pod Segedinski sandžak z glavnim mestom Segedinom; vendar je bila pokrajina – ki so jo naseljevali večinoma Srbi – na splošno slabo obljudena..
Delil pa se je Segedinski sandžak na osem nahij:
1. Segedin
2. Subotica (Sobotka)
3. Kaloča (Kalacsa)
4. Solt (Sót)
5. Baja (Baya)
6. Sombor (Sonbor)
7. Bač (Baç)
8. Titel

Segedinski Sandžak (turško Segedin Sancağı; madžarsko Szegedi szandzsák; srbsko Сегедински санџак; nemško Sandschak Segedin) je bila torej upravna ozemeljska enota Otomanskega cesarstva ustanovljena v 16. stoletju. Vanj je spadala tudi Bačka. Sprva je bil del Budimske pokrajine (Budin), v 17. stoletju pa je bil vključen v provinco Eger (Eğri). Upravno središče sandžaka je bil Segedin. Med leti 1686-1688 ga je - po zmagi nad Osmani - večinoma zavzela Habsburška monarhija, ki si ga je po podpisu Karlovške mirovne pogodbe 1699 tudi uradno priključila.

#### Bitke za Budim, Sento, Segedin
Po osvoboditvi obleganega Dunaja 1683 je avstrijska vojska v Avstrijsko-turški vojni (1683–1699) nezaustavljivo napredovala na od Osmanov stoletje zasedena področja. 1686 je padel Budim, ki je bil zaseden 145 let.
To je bil že šesti poskus ponovnega zavzetja Budimskega gradu ali kot so ga imenovali Otomani - Buda Kizil Elma (Budimsko Zlato jabolko). Papež Inocenc je dosegel, da je bilo ustanovljeno protiturško zavezništvo, imenovano Sveta liga, katere članice so bile poleg Papeške države še Habsburško cesarstvo, Poljska in Beneška republika. Dve leti pozneje so se ligi pridružile še Rusija, Bavarska, volilni deželi Saška in Brandenburg ter Švedska. Papežu je uspelo pridobiti Ludvika XIV. k podpisu sporazuma, da francoska vojska - kajti skozi stoletja so bili Francozi turški zavezniki - dvajset let ne bo napadala Habsburžanov. Budimski grad je branil Abdurrahman Abdi Arnaut paša.; kljub velikim izgubam na obeh straneh - na turški strani je padel tudi paša - je kristjanom uspelo zavzeti dobro utrjeno mesto.
V nadaljevanju vojne so 11. septembra 1697 v Bitki pri Senti v vzhodni Bački pretrpeli Osmani še en hud poraz, ko so jih kristjani pod vodstvom princa Evgena Savojskega presenetili z naglim prečkanjem reke Tise. S Karlovškim mirom (1699) je prenehala turška nadvlada v večjem delu Srednje Evrope; osvobojeno je bilo skoraj celotno srednjeveško Ogrsko kraljestvo razen Banata. Razliko med osvobojenimi in neosvobojenimi ("turškimi") kraji kažejo še danes madžarski nazivi nekaterih banatskih mest: Bečej (Becse, Óbecse/Stari Bečej) - Novi Bečej (Törökbecse/Turški Bečej); Kanjiža (Magyarkanizsa/Madžarska Kaniža) - Novi Kneževac (Törökkanizsa/Turška Kaniža); Bačka Topola (Topolya/Topola) - Banatska Topola (Töröktöpolya/Turška Topola). Pod Osmani je ostal še majhen del Vzhodne Slavonije, ki pa je bil osvojen 1716 v Bitki pri Petrovaradinu in Segedinu. Po zaporednih zmagah princa Evgena je za vladanja cesarja Leopolda I. Bačka in vse osvojeno področje postalo del Habsburške monarhije; za obrambo pred ponovnimi turškimi vpadi pa je bil na južnem delu ustanovljen širok pas Vojne krajine; prebivalci – večinoma iz osmanskega področja prebegli Srbi – so postali vojaški obvezniki; oproščeni pa so bili davkov in dajatev. To vojno področje je bilo postopoma do 1881 celotno prešlo pod civilno upravo.

### Nemirno 19. stoletje
V letu 1848 je med evropsko "Pomladjo narodov" poleg madžarske izbruhnila tudi srbska vstaja. Medtem ko so madžarski vstajniki nasprotovali avstrijski nadoblasti, so se srbski borili proti revoluciji na strani habsburške vojske skupaj z nemškimi in romunskimi polki iz Banata ter številnimi prostovoljci iz Kneževine Srbije. Prišlo je do več spopadov s pogromi nad civilisti. Eden najbolj nasilnih dogodkov je bila "krvava svečnica" (madžarsko: véres gyertyaszentelő) v Senti 2. februarja 1849, ko so srbske sile prevzele in osvojile mesto ter plenile, požigale in pobijale po madžarskih hišah, da se je v nekaj tednih povzpelo število žrtev na 2800.
Bačka je v teh prevratnih razmerah postala sestavni del novoustanovljene avstrijske kronovine „Srbskega vojvodstva“ (1849-1861), kjer sta bila uradna jezika nemščina in ilirščina (tj. srbohrvaščina); nato je bila spet del županije Bač-Bodrog; po uvedbi dualizma pa je pripadla v ogrski del cesarstva s sicer novim imenom Avstro-Ogrske, vendar s starimi problemi, od katerih je bila najbolj usodna nepripravljenost za ustrezno reševanje gordijskega vozla - jugoslovanskega vprašanja; to je povzročalo vedno nove napetosti, trenja med različnimi narodi ter posledično pripeljalo do razpada večnarodnega cesarstva.
Glede na popis prebivalstva iz 1910 je živelo v Bački 704.563 ljudi, od katerih jih je 310.490 (43,2 %) govorilo madžarsko, 28,1 % srbohrvaško, a 22,5 % nemško s to posebnostjo, da so med Madžare prištevali tudi nekatere Jude in dvojezično govoreče Južne Slovane; popis namreč ni upošteval narodnosti, ampak pogovorni jezik.

### Stoletje prevratov in svetovnih vojn

#### Obdobje med in po 1. svetovni vojni
20. stoletje je postalo najbolj krvavo stoletje v človeški zgodovini; kljub ali pa ravno zaradi mnogih odkritij ter neslutenega napredka znanosti in tehnike, - ki pa ju ni spremljal razvoj morale, demokracije in volje po sodelovanju in miroljubnem sožitju - je postalo stoletje svetovnih prevratov, svetovnih vojn in svetovnih gospodarskih kriz. Mnogonarodno Bačko so ti viharji še huje prizadeli kot nekatere bolj enotne pokrajine. Prva svetovna vojna je odnesla veliko žrtev po raznih bojiščih; obdobje po njej pa je Bačko razdelilo na dva dela: manjši, severni je ostal na Madžarskem, večji, južni del, pa je pripadel novonastali državi Južnih Slovanov, ki se je najprej imenovala Država Slovencev, Hrvatov in Srbov.
Po štiriletnih krvavih spopadih je 3. novembra 1918 z antanto podpisala zanjo izredno neugodno premirje Avstro-Ogrska, nato še druge zaveznice; s tem se je vojna končala, propadla pa so štiri cesarstva: avstroogrsko, nemško, rusko in osmansko; na njihovih razvalinah so nastale nove države. Tedaj so si Slovani v Banatu, Bački in Baranji uredili vojvodinsko samoupravo z lastno vojsko imenovano Narodna straža s središčem v Novem Sadu. Po volitvah konec novembra je Velika ljudska skupščina Srbov, Bunjevcev in drugih Slovanov 25. novembra 1918 razglasila združitev s Kraljevino Srbijo. Da pa se ni upoštevalo načelo ljudske samoodločbe, je videti iz narodnostne sestave skupščine: od 757 poslancev je bilo namreč 578 Srbov, 84 Bunjevcev, 62 Slovakov, 21 Rusinov, 6 Nemcev, 3 Šokci, 2 Hrvata in le 1 Madžar, čeprav je bilo večinsko prebivalstvo madžarsko-nemško. Deželna uprava, ki je Beograd nikoli ni priznal, je delovala le do 12. marca 1919, ko je imela zadnjo sejo.
1. decembra 1918 je bila razglašena nova država Slovencev, Hrvatov in Srbov; Kraljevina Srbija si je pravzaprav pridružila Kraljevino Črno goro in Državo Slovencev, Hrvatov in Srbov, ki je s Šestojanuarsko diktaturo dobila ime Kraljevina Jugoslavija razdeljena na banovine; takrat je Bačka in cela Vojvodina pripadla Donavski banovini.

#### Prebivalstvo Bačke glede na narodnost
1. Bačka je imela 1910 celotnega prebivalstva 708.275; od teh je bilo 300.263 Madžarov (42,49 %) , 161.760 Nemcev (22,85 %) ter 144.241 Južnih Slovanov (Srbov, Hrvatov, Bunjevcev, Šokcov in Slovakov 20,56 %)
2. 1921 je bilo celotnega prebivalstva 735.117; od teh je bilo 260.998 Madžarov (35,30 %) , 173.796 Nemcev (23,64 %) ter 158.735 Slovanov (Srbov, Hrvatov, Bunjevcev in Slovakov 21,59 %)
3. 1931 pa je bilo celotnega prebivalstva 784.896; od teh je bilo 268.711 Madžarov (34,24 %) , 169.858 Nemcev (21,64 %) ter 284.865 Slovanov (ki so se šteli kot en narod sestavljen iz jugoslovanskih plemen Srbov, Hrvatov in Slovencev - 30,06 %)[28][29]
4. Po madžarskem popisu iz leta 1941 je imelo ozemlje Bačke 789.705 prebivalcev; od tega je bilo med 45,4 do 47,2 % govorcev madžarščine, kar še ne pomeni, da je bila to njihova materinščina; med drugimi dejavniki je morda vplivala tudi madžarizacija.[30]

#### Obdobje med in po 2. svetovni vojni
Zasedbene oblasti so pobile okrog 20.000 Srbov, zlasti komunistov in njihovih simpatizerjev, največ tistih, ki so izvajali ali pripravljali različne diverzije. Položaj Judov in Ciganov pa se je poslabšal zlasti po nacističnem državnem udaru 1944 v Budimpešti; njegov glavni povod je bilo ravno dejstvo, da Hortijeva vlada ni hotela sodelovati pri nacističnem brezpogojnem iztrebljanju Židov.
| Potek Druge svetovne vojne v Evropi z nasprotujočima si stranema 1939–1945 |
|                                                                            |
| Tukaj klikni za podrobnejši prikaz                                         |

Med Drugo svetovno vojno so Bačko zasedle madžarske Horthyjeve enote, Banat je pripadel Nedićevi Srbiji pod posebno nemško upravo, Srem pa si je pripojila NDH. Vse narodne skupnosti so morale med vojno plačati visok krvni davek predvsem zaradi služenja vojaščine. Komunisti so izrabili priložnost za prevzem oblasti, kar so z življenjem plačale množice drugače mislečih že med vojno, zlasti pa v množičnih zunajsodnih povojnih pobojih. Nemško manjšino so vrh vsega doletela še Titova koncentracijska taborišča, ki jim je sledilo nekajletno prisilno delo in zaplemba celotnega premoženja posameznikov, ustanov in držav "Osovine. To je postalo za njen obstoj usodno: celotno preostalo prebivalstvo - v Bački je Nemcev ostalo okrog 75.000 - je bilo namreč segnano v taborišča, od katerih so nekatera postala še posebej smrtonosna. V Banatu je bilo najbolj proslulo v Knićaninu, v Bački pa med drugimi v Gakovem, Kruševljuin Jarku; to je bilo komunistično kolektivno kaznovanje celotne nemške jugoslovanske populacije, ki so ga podpirali tudi Titovi Zavezniki.
Po skoraj stotih vojvodinskih taboriščih je veliko število nemških internirancev (Donauschwaben) izgubilo življenje, ker so bili streljani, mučeni, zboleli ali zmrznili. Obstajajo z nemško natančnostjo dokumentirani podatki za sleherno vojvodinsko nemško vas z naslovom "Heimatbuch" ("Domovinska knjiga"). Po vojni so "srbski kolonisti" - največ iz BiH-a - onečastili ali podrli mnogo katoliških cerkva in drugih sakralnih objektov, kakor tudi uničevali pokopališča in drugo kulturno dediščino, dokumente in vsaj 30 miljonov dragocenih knjig. Od 510.000 Podonavskih Nemcev, kolikor jih je na začetku vojne živelo na področju Jugoslavije, je nekaj več kot polovici konec leta 1944 skupaj z vojaki pred sovjetsko in partizansko „osvoboditvijo“ uspelo pobegniti ali se izseliti - največ v Nemčijo in Avstrijo. Od nemškega prebivalstva jih je več kot 90 % zapustilo Srem in Slavonijo, približno polovica Bačko in Baranjski trikotnik, a iz zahodnega Banata se je uspelo umakniti pred Rdečo armado le kakih 15 %; pri vojakih jih je pa takrat bilo čez 90.000 in je tako pod strahovlado ostalo okoli 195.000 nemških nevojakov.
Komunistično-nacionalistični ljudomor nad nemško manjšino, ki je bil spodbujen od samega Tita in njegovih najožjih sodelavcev Kardelja in Rankovića - je izbrisal iz knjige življenja po končani vojni ne le mnoge razorožene predstavnike drugih narodov, ampak skozi večletno mučenje tudi cele avtohtone nemške družine ne glede na starost, spol ali zdravstveno stanje. Čeprav še danes nekateri širijo mit, češ da „Tito o tem ni nič vedel, in da so krajevni oblastniki delali na svojo roko“, obstajajo jasni dokazi, da so bili ti povojni poboji dobro pripravljeni in na najgrozovitejši način izvršeni prav pod vrhovnim vodstvom in navodili KPJ z vso možno brzino. Med drugim to nedvoumno potrjuje Titov govor v Ljubljani 27. maja 1945.
Kaj se je z njimi dogajalo?
| Donauschwaben Jugoslawiens | Jugoslovanski Podonavski Nemci |
| --- | --- |
| Von den 195.000 nichtevakuierten oder nichtgeflüchteten Donauschwaben Jugoslawiens wurden 8000 Frauen und 4000 Männer 1944/1945 in die UdSSR zur Zwangsarbeit deportiert. 2000 von ihnen gingen bis 1949 zugrunde. Über 7000 donauschwäbische Zivilpersonen, fast durchwegs angesehene Männer unter 60 Jahren, wurden 1944 durch lokalen kommunistische Instanzen, durch die Staatspolizei (OZNA) und durch eigene Partisanenkommandos meist grausam getötet. Fast alle anderen 170.000 wurden gemäß dem Beschluss des "Antifaschistischen Rates der Nationalen Befreiung Jugoslawiens" = AVNOJ vom 21.11.1944 enteignet und entrechtet und in der Folge in Arbeits- sowie acht Konzentrationslager für Betagte, Kranke, Kinder sowie Mütter mit (bis zu zwei Jahre alten) Kleinkindern interniert. 48.500 von ihnen sind innerhalb von drei Jahren durch Hunger, Seuchen und Erschießungen umgekommen, während 35.000 unter Lebensgefahr aus den Lagern über die nahen Grenzen nach Ungarn und Rumänien entkommen konnten. Der Leidensweg der Donauschwaben Jugoslawiens forderte insgesamt mindestens 60.000 Ziviltote, d. h. fast jeder/jede dritte der in der Heimat Verbliebenen wurde Opfer des kommunistischen Regimes. | Od 195.000 Podonavskih Nemcev v Jugoslaviji, ki se niso izselili ali niso zbežali, je bilo v letih 1944/1945 prignanih na prisilno delo v ZSSR 8000 žensk in 4000 moških. 2000 jih je do leta 1949 umrlo. Krajevna komunistična oblast, državna policija (OZNA) in sami partizanski poveljniki so leta 1944 pobili več kot 7000 podonavsko-švabskih civilistov, skoraj vse delasposobne moške, mlajše od 60 let. Skoraj vseh ostalih 170.000 je bilo po sklepu AVNOJa (»Antifašistični svet narodne osvoboditve Jugoslavije«) z dne 21. novembra 1944 razlaščenih in oropanih volilne pravice ter nato interniranih v delovna taborišča in osem koncentracijskih taborišč za starejše, bolne, otroke in matere z majhnimi otroki (do dveh let). V treh letih jih je 48.500 umrlo zaradi lakote, bolezni in nasilnih umorov, medtem ko jih je 35.000 lahko pobegnilo čez mejo na Madžarsko in v Romunijo, čeprav so pri pobegu tvegali življenje. Trpljenje Podonavskih Švabov Jugoslavije je terjalo skupaj najmanj 60.000 civilnih življenj, kar pomeni, da je postal žrtev komunističnega nasilja skoraj vsak tretji izmed tistih, ki so ostali doma. |

#### Avtonomna pokrajina Vojvodina
31. julija 1945 je bila Vojvodina - sestavljena iz Srema, Banata in Bačke - preurejena po volji ljudstva kot avtonomna pokrajina ter se je kot taka odločila za priključitev k republiki Srbiji. Tozadevne izjave predstavnikov skupščine delegatov narodov Vojvodine - Srbov, Madžarov, Hrvatov, Slovakov, Čehov, Romunov, Rusinov, Judov, - so bile objavljene v Uradnem listu Vojvodine in s tem postale pravno veljavne; Nemci niso omenjeni, ker niso imeli (več) državljanskih pravic niti osebnih dokumentov. Njeno ozemlje je poleg današnjega območja obsegalo še Zemun do Save, kakor tudi ves Banat do reke Donave, kar si je pozneje samovoljno prisvojila republika Srbija.
Zanimivo, da je republika Srbija imela kar dve avtonomni področji: „Avtonomno oblast Kosovo“ in „Avtonomno pokrajino Vojvodino,“ ki sta imeli ne le različna naziva, ampak tudi neenake pristojnosti v prid Vojvodine. Na velikih demonstracijah v Prištini 27. novembra 1968 - na predvečerje državnega praznika zastave v sosednji Albaniji - so Kosovarji zahtevali med drugim izenačenje z Vojvodino zlasti glede na enakopravno uporabo jezika in zastopstvo v upravnih telesih.
Demonstracije so se začele zvečer, in nekaj tisoč vojaštva velikanske vojašnice „Maršala Tita“, ki je zavzemala celotni desni breg v smeri proti Kosovem polju, je bilo celo noč v pripravljenosti; zgodaj zjutraj je jugoslovanska vojska ob podpori tankov prispelih iz Skopja zadušila vstajo. Ta upor je pospešil izenačenje avtonomnih pokrajin ne le v nazivih, ampak tudi v pravicah; poleg tega sta se prek nove ustave iz 1974 približali avtonomni pokrajini glede pravic republikam, ki so imele med drugim tudi lastno teritorijalno-ljudsko obrambo.
28. februara 1974 je bila tako razglašena nova in zadnja ustava Socialistične Avtonomne Pokrajine Vojvodine, ki ji je jamčila veliko stopnjo avtonomije, katera pa je v „jogutni revoluciji“ 1988 v Miloševićevi organizaciji odpravljena; njegovi pristaši in somišljeniki so kot zagovorniki centralizma in trde roke v ustavi iz 1974 videli poskus ločitve Vojvodine od ostanka Srbije.
Zagovorniki samouprave in človeških svoboščin pa se o tej ustavi še danes izražajo zelo pohvalno:
| Ustav AP Vojvodine iz 1974. bio je kruna pune autonomije | Ustava AP Vojvodine iz 1974 je bila krona polne avtonomije |
| --- | --- |
| “Ustavom iz 1974. Vojvodina je bila definisana kao autonomija u okviru Srbije ali i kao ustavni element jugoslovenske federacije, koja je bila garant njene autonomije. Na temelju ovog ustava, Vojvodina je uživala punu zakonodanu, sudsku i izvršnu vlast, što je za rezultat imalo najintenzivniji ekonomski, društveni i kulturni uspon pokrajine” | "Ustava iz leta 1974 je Vojvodino opredelila kot avtonomijo znotraj Srbije, a tudi kot ustavni element jugoslovanske federacije, ki je bila jamec njene avtonomije. Na podlagi te ustave je Vojvodina uživala popolno zakonodajno, sodno in izvršilno oblast, kar je povzročilo živahen gospodarski, socialni in kulturni vzpon pokrajine." |

## Prebivalstvo

### Srbska Bačka
Mesta, kraji in vasi v srbskem delu Bačke z več kot 10.000 prebivalci (popis prebivalstva 2011):
- Novi Sad (250,439)
- Subotica (97,910)
- Sombor (47,623)
- Bačka Palanka (28,239)
- Vrbas (24,112)
- Bečej (23,895)
- Temerin (19,661)
- Senta (18,704)
- Futog (18,641)
- Kula (17,866)
- Veternik (17,454)
- Apatin (17,411)
- Bačka Topola (14,573)
- Srbobran (12,009)
- Kać (11,740)

Mesta in vasi v srbskem delu Bačke s 5.000 do 10.000 prebivalci (popis prebivalstva iz 2011):
- Kanjiža (9,871)
- Ada (9,564)
- Žabalj (9,161)
- Crvenka (9,001)
- Odžaci (8,811)
- Čurug (8,166)
- Sivac (7,895)
- Palić (7,771)
- Bajmok (7,414)
- Čantavir (6,591)
- Rumenka (6,495)
- Bačko Petrovo Selo (6,350)
- Bački Petrovac (6,155)
- Mol (6,009)
- Horgoš (5,709)
- Bački Jarak (5,687)
- Kovilj (5,414)
- Bač (5,399)
- Titel (5,294)
- Bačko Gradište (5,110)
- Đurđevo (5,092)
- Kisač (5,091)
- Stara Moravica (5,051)
- Kljajićevo (5,045)

Pripomba: Senta, Kanjiža, Ada, Mol in Horgoš zemljepisno spadajo v Bačko, vendar politično pripadajo "Severnem banatskem okrožju".

### Madžarska Bačka
Madžarska Bačka (Magyar Bácska) se nahaja večinoma v Bačko-Kiškunski županiji Madžarske, njen manjši del pa se nahaja tudi v Baranjski županiji.
Najpomembnejša mesta v Madžarski Bački (s številom prebivalcev):
- Baja (38,143)
- Jánoshalma (9,866)
- Bácsalmás (7,694)

## Slikovna zbirka
- Novi Sad
- Srbobran
- Baja
- Kanjiža
- Žitno polje blizu Temerina